# شاهزاده‌نشین کاتالونیا
شاهزاده‌نشین کاتالونیا (به کاتالونیایی: Principat de Catalunya، به لاتین: Principatus Cathaloniæ، اکسیتان: Principat de Catalonha، به اسپانیایی: Principado de Cataluña‎ , فرانسوی: Principauté de Catalogne‎) ایالتی در دوران قرون وسطی و مدرن نخستین  در شمال شرقی شبه جزیره ایبری بود. این شاهزاده‌نشین در بیشتر تاریخ خود با پادشاهی آراگون در اتحادیه دودمانی بود و تاج و تخت آراگون از این متحد شدن حاصل شد. بین قرن‌های سیزدهم و هجدهم میلادی با پادشاهی آراگون از غرب، پادشاهی والنسیا از جنوب، پادشاهی فرانسه و سلطنت فئودال آندورا از شمال و با دریای مدیترانه از شرق همسایه بود. اصطلاح شاهزاده‌نشین کاتالونیا تا جمهوری دوم اسپانیا، که به دلیل ارتباط تاریخی آن با پادشاهی اسپانیا از بین رفت، همچنان مورد استفاده قرار داشت. امروزه اصطلاح Principat (شاهزاده‌نشین) عمدتاً برای اشاره به جامعه خودمختار کاتالونیا در اسپانیا، برای نشان دادن متمایز بودن این نهاد سیاسی از سایر سرزمین‌های کاتالونیایی استفاده می‌شود، این نام معمولاً شامل منطقه تاریخی روسیلون در جنوب فرانسه نیز است.
اولین اشاره به کاتالونیا و کاتالان‌ها در Liber maiolichinus de gestis Pisanorum illustribus اثر وقایع‌نگار اهل پیزا (بین سالهای ۱۱۱۷ تا ۱۱۲۵ نوشته شده) دربارهٔ فتح پادشاهی مایورکا توسط نیروهای مشترک ایتالیایی، کاتالان و اوکتیایی است. در آن زمان، کاتالونیا هنوز به عنوان یک نهاد سیاسی وجود نداشت، اگرچه به نظر می‌رسد استفاده از این اصطلاح کاتالونیا را به عنوان یک موجودیت فرهنگی یا جغرافیایی تصدیق می‌کند.